# Список экорегионов Гватемалы
Список экорегионов Гватемалы по сведениям Всемирного фонда дикой природы и базы данных пресноводных экорегионов мира.

## Наземные экорегионы

### Тропические и субтропические влажные широколиственные леса
- Центральноамерикано-атлантические влажные леса[1]
- Центральноамериканские горные леса[2]
- Горные леса Чьяпас[3]
- Влажные леса Петен-Веракруз[4]
- Влажные леса Сьерра-Мадре-де-Чьяпас[5]
- Юкатанские влажные леса[6]

### Тропические и субтропические сухие широколиственные леса
- Центрально-американские сухие леса[7]
- Сухие леса Chiapas Depression[8]

### Тропические и субтропические хвойные леса
- Центрально-американские сосново-дубовые леса[9]

### Пустыни и засухоустойчивые кустарники
- Колючие заросли долины Мотагуа[10]

### Мангровые леса
- Мангровые леса побережья Белиза[11]
- Мангровые леса Северного Гондураса[12]
- Мангровые леса Туантепек-Манчон[13]
- Северные сухие мангровые леса Тихоокеанского побережья[14]

## Пресноводные экорегионы

### Тропические и субтропические прибрежные реки
- Грихальва-Усумасинта[15]
- Кинтана-Роо-Мотагуа[16]
- Чьяпас-Фонсека[17]

### Тропические и субтропические горные реки
- Верхняя Усумасинта[18]

## Морские экорегионы

### Тропический Северо-западноатлантический
- Западно-карибский[19] (включает в себя Мезоамериканский барьерный риф[20])

### Тропический Восточнотихоокеанский
- Чьяпас-Никарагуа[19]